# マンチェスター・ユナイテッドWFC
マンチェスター・ユナイテッド・ウィメン・フットボール・クラブ（英語: Manchester United Women Football Club）は、イングランド・マンチェスターのサルフォードにホームタウンを置く、女子のプロサッカークラブ。プレミアリーグに所属するマンチェスター・ユナイテッドFCの女子チーム。2023-24シーズンはウィメンズ・スーパーリーグ(イングランド女子1部リーグ)に所属。

## 概要
プレミアリーグに所属するマンチェスター・ユナイテッドFCの女子チームは過去に1度2005年に解散しており、女子部門はユースチームを所有するだけになっていた。同リーグに所属するマンチェスター・シティ、アーセナル、チェルシー、リヴァプールといったクラブは女子チームを所有していたため、マンチェスター・ユナイテッドが女子チームを所有していないことは批判の対象となることがあった。2018年1月にイングランド女子代表監督に就任した同クラブOBのフィリップ・ネヴィルは、女子チーム創設のために同クラブへ働きかけを行う意向を明らかにしていた。
2018年3月22日、マンチェスター・ユナイテッドがイングランド女子2部リーグのFA女子チャンピオンシップに2018-19シーズンから参入するための申請をイングランドサッカー協会に提出したと報じられた。同年5月28日、正式に参入が認められた。
2018年6月8日、初代監督に元イングランド女子代表のケイシー・ストーニーが就任したことが発表された。そうして参入初年度として同年9月8日から開幕した2018-19シーズン、いきなり優勝を成し遂げ、女子1部リーグのFA女子スーパーリーグへと昇格することになった。
2019-20シーズン、2020-21シーズンは共に4位で終わり、2021年5月16日をもってストーニー監督が退任した。
2023-24シーズン、マイナビ仙台レディースより2023 FIFA女子ワールドカップ得点王の宮澤ひなたが加入し、FA女子カップ初制覇を成し遂げた。イングランド代表正GKのメアリー・アープスも在籍。

## タイトル

### 国内タイトル
- FA女子カップ：1回（2023-24（英語版））

## シーズン成績
| シーズン | リーグ       | 試 | 勝 | 分 | 敗 | 得 | 失 | 勝点 | 順位 | チーム数 | FAカップ   | リーグカップ | UWCL | UWCL             |
| -------- | ------------ | -- | -- | -- | -- | -- | -- | ---- | ---- | -------- | ---------- | ------------ | ---- | ---------------- |
| 2018-19  | FA女子選手権 | 20 | 18 | 1  | 1  | 98 | 7  | 55   | 1位  | 11       | 準決勝敗退 | 準決勝敗退   | -    | -                |
| 2019-20  | FA WSL       | 14 | 7  | 2  | 5  | 24 | 12 | 23   | 4位  | 12       | 4回戦敗退  | 準決勝敗退   | -    | -                |
| 2020-21  | FA WSL       | 22 | 15 | 2  | 5  | 44 | 20 | 47   | 4位  | 12       | 6回戦敗退  | GS敗退       | -    | -                |
| 2021-22  | FA WSL       | 22 | 12 | 6  | 4  | 45 | 22 | 42   | 4位  | 12       | 5回戦敗退  | 準決勝敗退   | -    | -                |
| 2022-23  | WSL          | 22 | 12 | 6  | 4  | 45 | 22 | 42   | 2位  | 12       | 準優勝     | 準決勝敗退   | -    | -                |
| 2023-24  | WSL          | 22 | 10 | 5  | 7  | 42 | 32 | 35   | 5位  | 12       | 優勝       | GS敗退       | CL   | 予選ラウンド敗退 |
| 2024-25  | WSL          | 22 |    |    |    |    |    |      |      | 12       |            | 準決勝敗退   | CL   | 準々決勝敗退     |

1. ↑  2019-20シーズンはコロナ禍により中断、中断時までの公式記録がシーズンの記録となった。

## 現所属メンバー
2025年4月29日現在
注：選手の国籍表記はFIFAの定めた代表資格ルールに基づく。
| No. | Pos. |              | 選手名                 |
| --- | ---- | ------------ | ---------------------- |
| 1   | GK   | イングランド | ケイラ・レンデル       |
| 2   | DF   | スウェーデン | アンナ・サンドベリ     |
| 3   | DF   | イングランド | ギャビー・ジョージ     |
| 4   | DF   | イングランド | マヤ・ル・ティシエ     |
| 5   | DF   | アイルランド | イーファ・マニオン     |
| 6   | DF   | イングランド | ハンナ・ブランデル     |
| 7   | MF   | イングランド | エラ・トゥーン         |
| 8   | MF   | イングランド | グレース・クリントン   |
| 9   | FW   | フランス     | メルヴィン・マラード   |
| 11  | MF   | イングランド | リア・ガルトン         |
| 13  | MF   | カナダ       | シミ・アウージョ       |
| 14  | DF   | カナダ       | ジェイド・リヴィエール |

| No. | Pos. |                | 選手名                       |
| --- | ---- | -------------- | ---------------------------- |
| 15  | FW   | ノルウェー     | セリン・ビゼ                 |
| 16  | MF   | ノルウェー     | リサ・ナルサンド             |
| 17  | DF   | オランダ       | ドミニク・ヤンセン           |
| 19  | FW   | ノルウェー     | エリザベス・テルランド       |
| 20  | MF   | 日本           | 宮澤ひなた                   |
| 21  | DF   | イングランド   | ミリー・ターナー             |
| 25  | DF   | イングランド   | イーヴィー・ラブジョン       |
| 28  | FW   | イングランド   | レイチェル・ウィリアムズ     |
| 37  | FW   | イングランド   | キーラ・バリー               |
| 39  | GK   | ウェールズ     | サフィア・ミドルトン＝パテル |
| 91  | GK   | アメリカ合衆国 | ファロン・タリス＝ジョイス   |

### ローン移籍
アウト
注：選手の国籍表記はFIFAの定めた代表資格ルールに基づく。
| No. | Pos. |                | 選手名                 |
| --- | ---- | -------------- | ---------------------- |
| 17  | FW   | イングランド   | アリッサ・エイハーン   |
| 23  | FW   | ブラジル       | ジェイゼ               |
| 34  | MF   | スコットランド | エマ・ワトソン         |
| 38  | DF   | イングランド   | ジェス・シンプソン     |
| 55  | DF   | イングランド   | ルーシー・ニューウェル |

## 歴代所属選手
- アレックス・グリーンウッド（英語版） 2018-2019
- エイミー・パーマー（英語版） 2018-2020
- ローレン・ジェームズ（英語版） 2018-2021
- ジェシカ・シグスワース（英語版） 2018-2021
- エイミー・ターナー（英語版） 2018-2021
- クリステン・プレス 2020-2021
- アレッシア・ルッソ（英語版） 2020-2023
- 宮澤ひなた 2023-